# 表现主义文学
表现主义文学是20世纪初期以德国为中心兴起的一场国际性文学运动。表现主义文学是表现主义艺术在文学领域的体现，涉及到文学的各个领域，其中戏剧和诗歌的成就最为突出。
“表现主义”一词源自拉丁文“expressus”，具有“抛掷出来”、“挤压出来”的意思。表现主义思潮最先出现在绘画界，其后波及文学界。“表现主义”作为一个文学流派，最早确立于1913年。

## 概述
表现主义文学重视主观世界，特别是精神、情绪、思想的赤裸的强烈的呈露。他们不重视对外在客观事物的忠实描绘，而要求突破事物的表象而表现事物内在的实质。在诗歌领域，表现主义文学与同时发展着的后期象征主义文学有很大程度的相似。但和象征主义不同，表现主义者对社会现实和人类前途有很大的关注，显现出一股干预生活的热情；而象征主义者则往往对宏大的社会题材表示冷漠。在技巧上，表现主义文学相对粗野豪放，不似象征主义文学精雕细琢。表现主义戏剧可以看作是对以易卜生为代表的欧洲自然主义、现实主义戏剧的继承和反拨。表现主义戏剧经常采用内心独白、梦景、假面具、潜台词等手法来表现人物的思想感情。
表现主义文学首先崛起于德国，并在20世纪20年代初达到高潮。其时的德国正经历近代历史上比较动荡的一段时期。工业的腾飞和发达导致知识分子对机械文明的憎恨，第一次世界大战的失败也加剧了德国社会固有的矛盾。在哲学上，此时康德、尼采、叔本华的唯心哲学和直觉主义美学大行其道，这对表现主义文学的兴起也产生了巨大影响。
表现主义诗歌在规模和范围上不及法国的象征主义诗歌，其发展的范围基本局限于德语国家。但20世纪20年代，表现主义戏剧却传入美国，出现了以尤金·奥尼尔为代表的一批表现主义剧作家，其影响力一直持续到20世纪40年代。

## 表现主义戏剧

### 先驱：斯特林堡

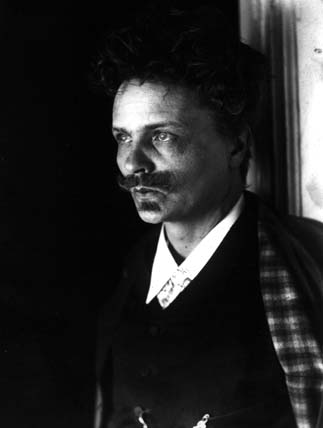
约翰·奥古斯特·斯特林堡

瑞典的约翰·奥古斯特·斯特林堡（1849－1912）是欧洲表现主义戏剧的先驱人物。他在19世纪七、八十年代的剧作属于自然主义范畴，比如《父亲》和《朱丽小姐》等都是在左拉的影响下写出来的。然而19世纪末，斯特林堡的剧本中开始出现表现主义的端倪。代表作《走向大马士革》（三部曲，前两部创作于1897年，第三部创作于1904年）以独白的形式描述与命运、异性、社会、自我的搏斗，主旨是勾勒人的一生精神变化的轨迹。
其后，斯特林堡的风格正式转向表现主义，相继发表了《一出梦剧》（1902）、《鬼魂奏鸣曲》（1907）等风格独特的剧本。
斯特林堡的剧作具有浓重的悲观主义色彩，经常以人间的苦难为主题。例如，在《鬼魂奏鸣曲》中，斯特林堡接鬼魂之口揭露人间的阴暗和人性的丑恶，最后得出“这个世界是疯人院，是妓院，是停尸场”的结论。斯特林堡的创作奠定了表现主义戏剧创作的基调。

### 欧洲的表现主义戏剧
1910年至1925年间是德国表现主义戏剧最繁荣的时期。其时德国社会的屡次变革和1918年第一次世界大战的失败为剧作家们的创作提供了大量灵感和题材。
恩斯特·托勒爾（1893－1939）生于犹太家庭，曾参加第一次世界大战。1918年德国十一月革命期间他曾担任巴伐利亚苏维埃共和国主席，革命失败后被判处五年监禁。在被囚期间，托勒创作了第一部戏剧《转变》（1919）。全剧采用现实和梦境两个场景交织的方式叙事，表达反对战争、追求人性复归的观点。
1920年，托勒发表《群众与人》。该剧的主题是人性与暴力、个人与群众的矛盾冲突，也通过梦境和现实的交替来加强戏剧效果。其语言风格十分慷慨激昂，而且短促有力，被称为“电报式风格”。
托勒的戏剧的基本格调是反战激情和人道主义。托勒同情工人运动，却又反对暴力革命。他对后世的贡献主要体现在语言而非情节上。托勒的戏剧通常缺少丰满的人物形象和激动人心的情节，更多的是声嘶力竭的呼喊和辩论。
喬治·凱澤（1878－1945）是德国表现主义的另外一个代表人物。他的戏剧作风格比托勒温和，善于将表现主义的激情和传统的戏剧创作理论结合起来。其早期作品《从清晨到夜半》（1916）使他一举成名。该剧描述一个普通银行出纳员突然心血来潮，席卷了大批钞票潜逃后12小时内发生的故事和心理轨迹，最终表达“金钱是这个世界上所有卑鄙龌龊的诈骗中最卑鄙的骗局”。
凱澤最著名的作品是《煤气》三部曲，其主旨是反对工业机械对人类的奴役，宣扬人性的复兴。
凱澤在理论上做出了很多贡献。他的戏剧经常通过身份变更来表示人的新生，大量采用内心独白来揭示深层心理，设置梦景幻景以增强立体感，引进电影和声光效果等等，都取得了显著的成效。其作品结构比其他表现主义剧作家严谨，语言风格也比较洗练。可以说，是凱澤的出现才使德国表现主义戏剧赢得国际声誉。
这一时期欧洲著名的表现主义剧作家还包括捷克的卡莱尔·恰佩克（1890－1938），其代表作品是《万能机器人》（1920）。

### 美国的表现主义戏剧
20世纪初，美国发生了一场以纽约为中心的文艺革新运动，表现主义文学思潮就是在这一时期传入美国的。
美国表现主义戏剧的代表人物是尤金·奥尼尔（1888－1953）。他于1920年发表的《琼斯皇》被认为是美国第一部表现主义戏剧。全剧剧情十分简单，却大量运用幻景、内心独白等表现主义技巧。该剧通过表现人类的恐惧心理和罪孽感以及由此引起的回忆及妄念，表达“人必须剥去种种自觉的或不自觉的假想，赤裸裸的面对自己”的哲学理念。
《毛猿》（1921）是奥尼尔的另一部著名的表现主义剧作，描述现代人类在丧失宗教信仰和自然的和谐以后对自我寻求的主题。在剧中，奥尼尔以“毛猿”这一意象喻指现代社会中的人，揭示现代人在工业文明中丧失自我的悲剧。
奥尼尔最大的贡献在于他将现代心理学和表现主义技巧结合起来，其刻画人类深层心理的功底要远远高于其他表现主义剧作家。奥尼尔1936年获诺贝尔文学奖，在颁奖典礼上他坦言对自己影响最大的剧作家是瑞典的斯特林堡。
艾尔茂·赖思（1892－1967）是仅次于奥尼尔的美国表现主义剧作家，代表作是《加数器》。该剧具有未来主义风格，描写机械统治的世界里人们思想的机械、死板以及生活的枯燥乏味。

## 表现主义诗歌
1909年，柏林的一批青年诗人组成“新俱乐部”，经常在小剧场、书店、咖啡馆举行诗歌朗诵会，标志着表现主义诗歌在德语国家的崛起。“新俱乐部”的主要参与者包括约翰尼斯·贝歇尔（1891－1958）、戈特弗里德·贝恩（1886－1956）和乔治·特拉克尔（1887－1914）等人，构成了表现主义诗人的创作核心。
1910年，表现主义诗人在柏林创立两种刊物《风暴》和《行动》，作为表现主义文学的理论阵地。以柏林为中心，这场文学思潮迅速扩展到莱比锡、慕尼黑等城市。1920年，收录了绝大多数表现主义优秀诗作的《人类朦胧时代》出版，标志着表现主义诗歌发展的高峰。
表现主义诗人多受到尼采和叔本华唯意志论的影响，并在一定程度上吸纳了未来主义的理念，主张用暴力破坏现存秩序，强调主观意识的决定作用。但同时，他们又反对帝国战争，宣扬人道主义。在语言上，表现主义诗歌最显著的特征就是破坏传统语法，经常省略动词、冠词甚至主语，以不相连贯的意象并列创造奇特的幻景。
约翰尼斯·贝歇尔是德国最重要的表现主义诗人，也是左翼表现主义的代表，早年参加德国共产党。他早期的作品包括两卷集《崩溃和胜利》（1914），表现旧世界的崩溃和资本主义世界的衰退。他破坏德语语法结构，采用奇特的比喻和怪诞的形象。诗中的意象如“肌肉开花”、“关节震响”、“天空青铜色的暴风雨”、“口里涌出的硫磺烟雾”等，为德语诗歌开拓了新的风气。十月革命以后，贝歇尔投身东欧的共产主义运动，风格也转向古典格律的抒情诗。1945年他出任东德文化部长。发表过的作品包括《搏斗者》（1911）、《成为兄弟》（1916）等。晚年出版大量理论著作，包括《保卫诗歌》（1952）、《诗的原则》（1956）。
戈特弗里德·贝恩出身于神父家庭，他对旧世界的揭露达到警世骇俗的程度。他在名作《夫妻经过癌病房》中，把世界看作一个停尸场、一个癌病房。和贝歇尔一样，贝恩在语言上也颠覆传统语法结构，创造新词汇。既具有强大的破坏力，又有乌托邦色彩。二战爆发后贝恩曾一度拥护法西斯政权，二战后退出诗坛。重要诗集有《停尸房及其他诗作》（1912）、《肉：诗集》（1917）等
乔治·特拉克尔出身于奥地利商人家庭。和前两者不同，特拉克尔的诗歌具有显著的唯美和哀艳的色彩。其名作《出自深渊》先描绘黑雨淋过的麦地，孤立的黑色树、绕着空茅屋呼啸的风、村旁拾落穗的孤女等等客观环境以投射自己的心境，接着直接抒写自己是远离阴森村庄的影子，额头是冰冷的金属，蜘蛛搜索着他的心，在荒野向天使呼救。特拉克尔作品并不多。第一次世界大战期间因无法面对残酷的战场而导致精神失常，后因用药过量而死。

## 表现主义小说：卡夫卡
表现主义小说在20世纪二、三十年代的德语文学中有过广泛的影响，捷克小说家弗兰茨·卡夫卡（1883－1924）是成就最高的小说家。
卡夫卡出生于奥匈帝国统治下的布拉格，其小说多表达世界的荒诞、人性的“异化”的主题，在西方现代文学的发展中具有开拓意义。卡夫卡的主要作品包括《美国（流浪者）》（1914）、《城堡》（1922）、《審判》（1919）以及《变形记》（1912）等。
《審判》是卡夫卡长篇小说的代表作。小说以一个名为K的人物莫名其妙的被捕开始，到最后莫名其妙被杀害而结束，全文弥漫着荒诞和梦幻般的氛围。主要人物K本身就是一个异化了的现代人的代表，他的孤独感、疏离感、充满矛盾的思想和行动表明了他的“现代性”。中篇小说《变形记》是卡夫卡小说中揭露人性“异化”主题最深刻的作品。小说讲述主人公在社会异化力量压迫下蜕变成一只巨大的甲虫的故事。
卡夫卡的小说通常深入现代资本主义社会以司法制度为代表整个统治体制的腐朽、人际关系的冷酷淡漠、小人物的悲惨命运。从哲学角度看，他的作品表现了现代世界的荒诞、无理性、不可认识以及个体生命的孤独无靠、无所归依。可以说，西方人充满幻灭感的“现代意识”第一次在文学中得到体现。